# Walter Davis (trestegshoppare)
Walter Davis, född 2 juli 1979 i Lafayette, Louisiana, är en amerikansk trestegshoppare. Davis bästa notering i ett större mästerskap är ett guld vid Världsmästerskapen i Helsingfors 2005.
Davis har ett personligt rekord på 17,71 från juni 2006.